# Aspindza (municipalité)

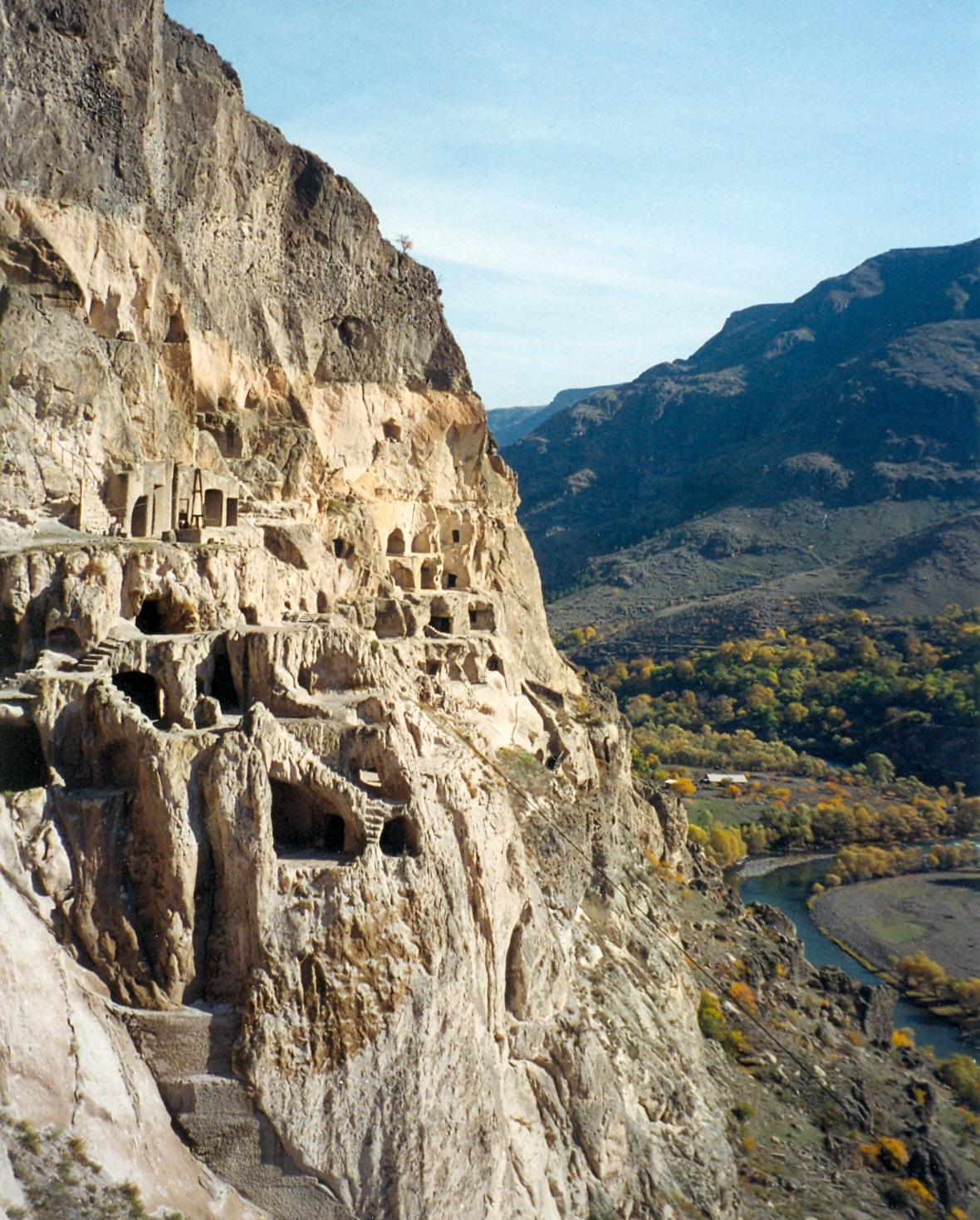
Monastère de Vardzia

La municipalité d'Aspindza, (en géorgien : ასპინძის მუნიციპალიტეტი), est un district de la région de Samtskhé-Djavakhétie en Géorgie. Sa capitale est la ville d'Aspindza.

## Géographie
Il couvre une superficie de 825 kilomètres-carrés, dont 540 cultivables. La rivière principale est la Koura (Mtkvari en géorgien) avec plusieurs affluents dont l'Ochora, l'Ota et le Paravani alimentés par les torrents descendant des montagnes avoisinantes (Eroucheti notamment).
Il est bordé administrativement au sud par la Turquie, à l'ouest par le district d'Akhaltsikhé, au nord par celui de Bordjomi et à l'est par celui d'Akhalkalaki.

## Histoire
Le 20 avril 1770 le territoire du district est le siège d'un bataille turco-géorgienne que les Géorgiens remportent sur les Ottomans après que l'armée russe ait quitté les lieux pour désaccord entre les états-majors russes et géorgiens. 
Jusqu'en 1917 il fait partie du gouvernement de Tiflis, ensuite il rejoint le  district de Tolochi, avant de devenir district de plein droit en 1933.

## Démographie
Le district comptait 13 262 habitants au recensement de 1989, 13 106 habitants à celui de 2002 et 10 372 habitants à celui de 2014.

## Économie
L'agriculture est traditionnellement la source principale d'activité, horticulture et élevage. Le tourisme s'est développé grâce aux sources thermales (Aspindza et Nakalakevi) et à l'ensemble monastique de Vardzia qui a la particularité d'être troglodyte.